# 中英特种技术合作所
中英特种技术合作所是抗日战争时期英国官方与军统局合办的情报机构。

## 历史
1941年9月在重庆沙坪坝红槽房成立中英特种技术合作所，所长周伟龙。从事对日本的电讯侦译研究，搜集日军在东南亚和中国的军事情报和水文、气象数据。
1943年4月中美合作所成立后，中英所撤销。